# 千葉県道88号富津館山線
千葉県道88号富津館山線（ちばけんどう88ごう ふっつたてやません）は、千葉県の富津市と館山市を結ぶ県道（主要地方道）である。

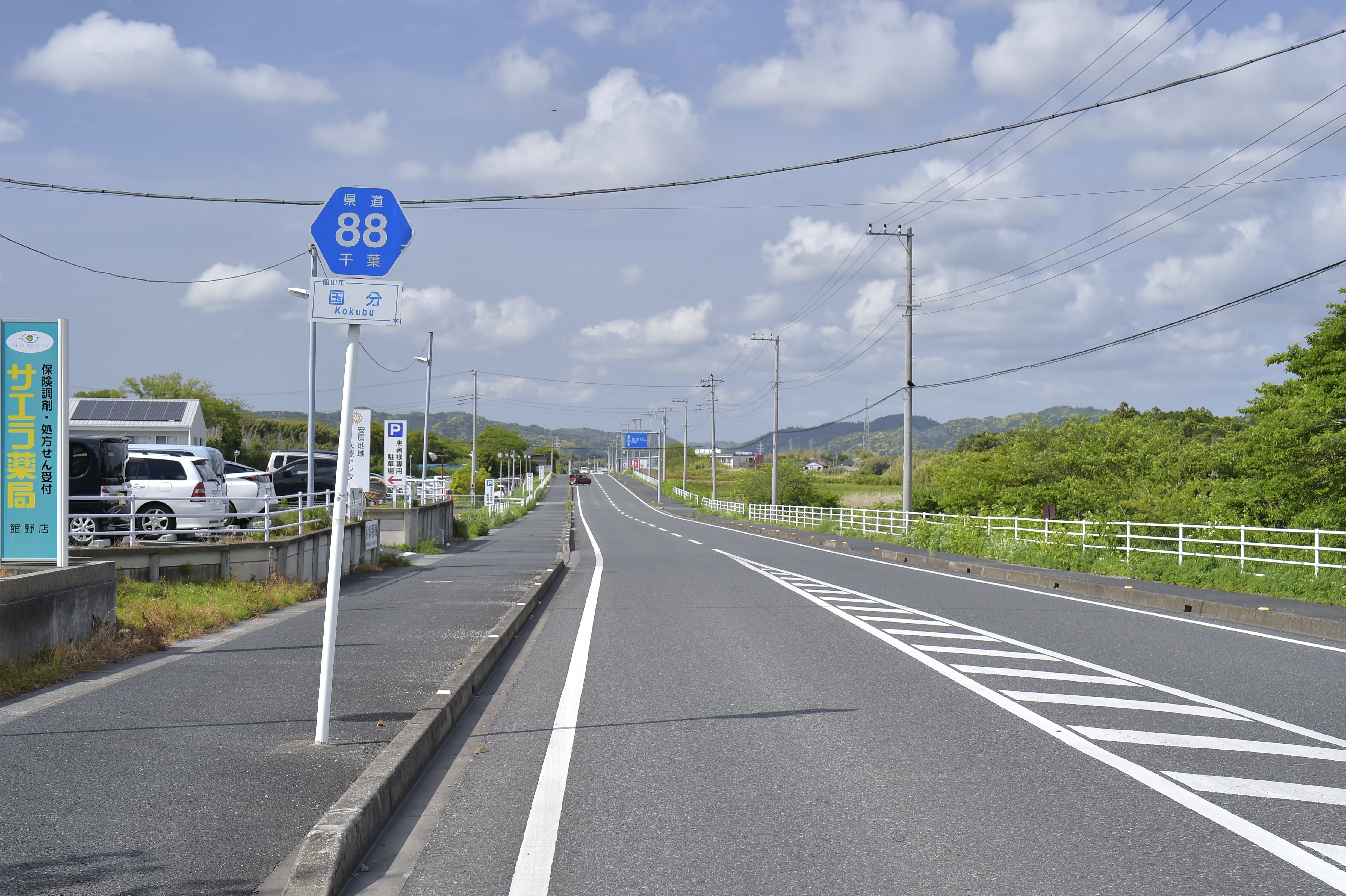
千葉県道88号富津館山線
館山市国分（2023年4月）

## 概要
房総半島南部の内陸部を縦断する主要幹線道路のひとつであり、国道127号の渋滞時の迂回路線として山間部を走る当路線が多く利用される。

### 路線データ
- 起点 : 富津市関尻 関尻交差点（国道465号交点）
- 終点 : 館山市国分 安房地域医療センター前交差点（国道128号交点）
- 総延長：37.107 km（君津土木事務所管内：11.464 km[1]、安房土木事務所管内：25.643 km[2]）
- 重用延長：1.042 km（君津土木事務所管内：0.0 km、安房土木事務所管内：1.042 km[2]）
- 実延長：36.065 km（君津土木事務所管内：11.464 km[1]、安房土木事務所管内：24.601 km[2]）

## 年表
- 1972年（昭和47年）10月11日 : 279号富津館山線として認定される。
- 1993年（平成5年）5月11日 : 建設省（当時）告示により279号富津館山線が主要地方道富津館山線に指定される。
- 1994年（平成6年）4月1日 : 路線番号が変更され、88号富津館山線になる。
- 2009年（平成21年）3月31日 : 国分バイパス開通により県道指定区間が変更し、終点が国分（安房地域医療センター前交差点）になる。

## 路線状況
富津市内の当道路関 - 豊岡間において、急峻な地形の間を通るため、狭隘部も数多く又歩道もなく、東京湾アクアライン開通後、交通量も増加したことから早急な整備が望まれている。

### 国分バイパス
旧道の南房総市府中から館山市高井の道路が非常に幅員が狭く大型車の通行が困難な状況があった。この道路の補完、安房地域医療センターへのアクセス向上をめざし、南房総市府中から館山市国分の延長1,400mで幅員14.4mのバイパス道路国分バイパスが、2009年（平成21年）3月31日開通した。
総事業費は22億円。医療センター脇の150m区間は2000年（平成12年）から市道として部分開通済み。旧道は市道に降格。今後は歩道の整備で2010年3月までに終了予定。

### 重複区間
- 千葉県道89号鴨川富山線（平久里中 - 平久里中交差点）
- 千葉県道258号富山丸山線（犬掛交差点 - 上滝田）

### 道路施設
- 楠鏡橋（湊川、富津市）
- 滝見橋（湊川、富津市）
- 豊岡橋（湊川、富津市）
- 戸面原橋（湊川、富津市）
- 平久里橋（平久里川、南房総市）
- 宮崎橋（平久里川、南房総市）
- 三芳橋（平久里川、南房総市）
- 館野橋（滝川、館山市）

## 地理

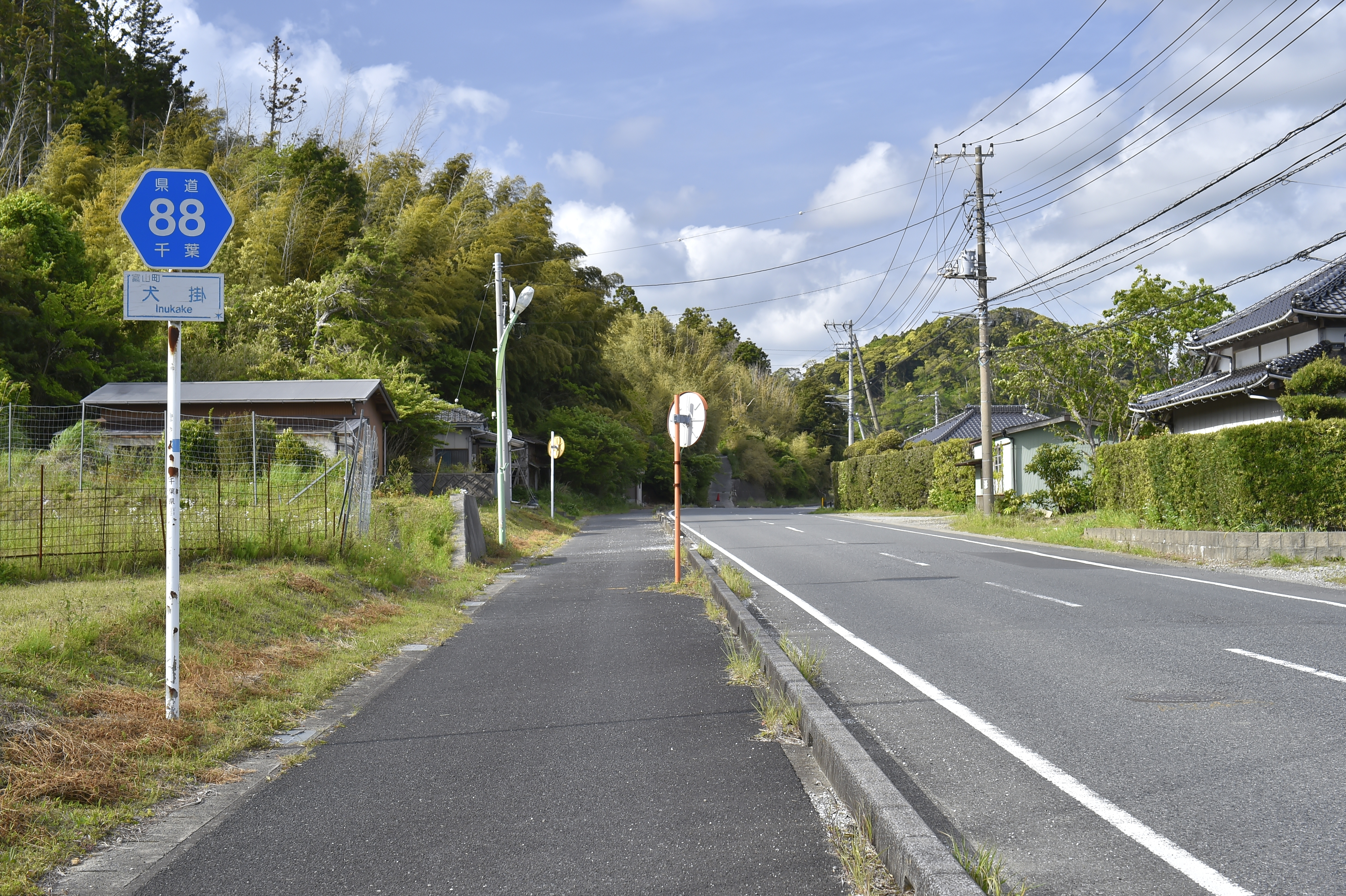
南房総市富山町犬掛（2023年4月）

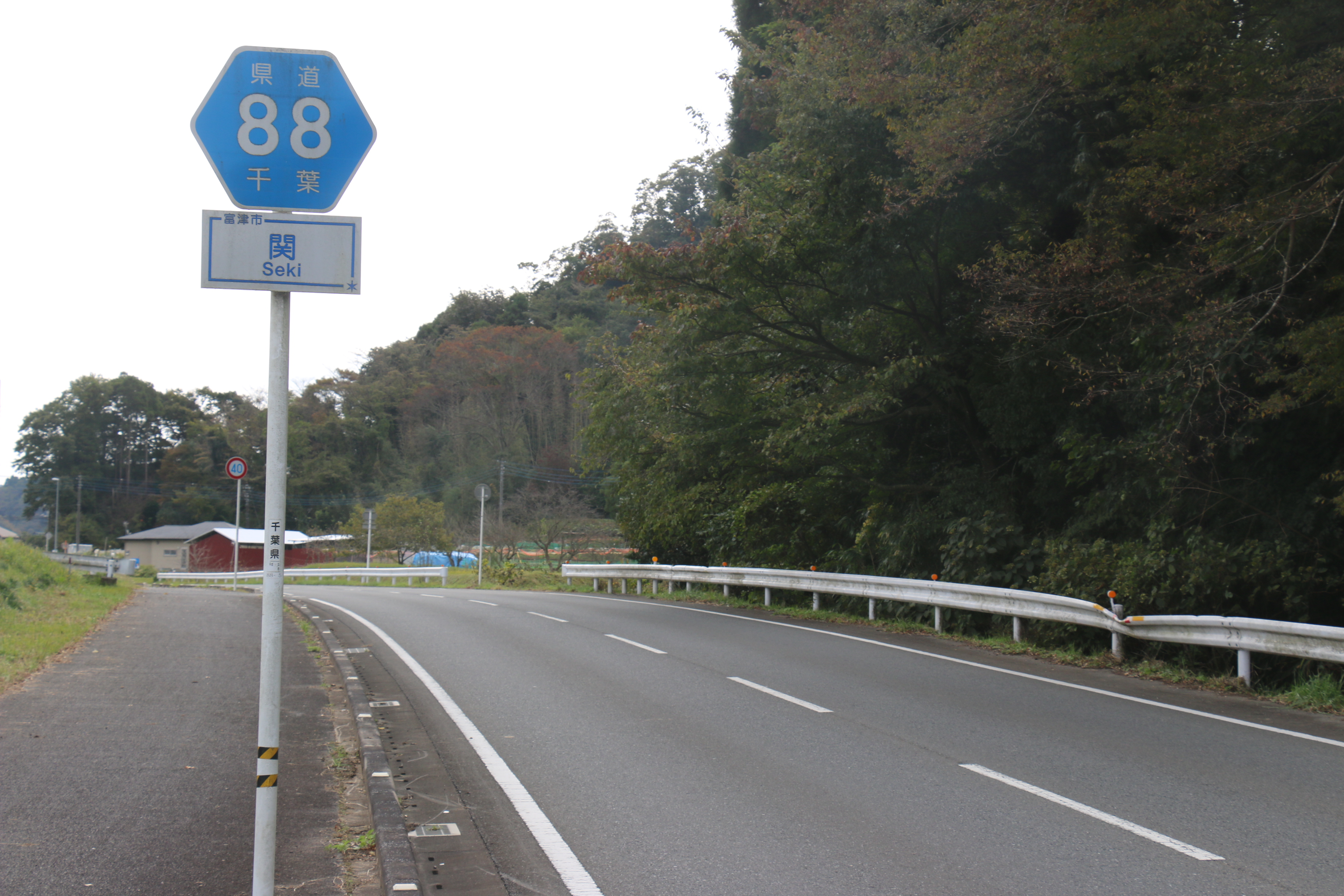
富津市関付近

### 通過する自治体
- 千葉県
  - 富津市
  - 鴨川市
  - 南房総市
  - 館山市

### 交差する道路

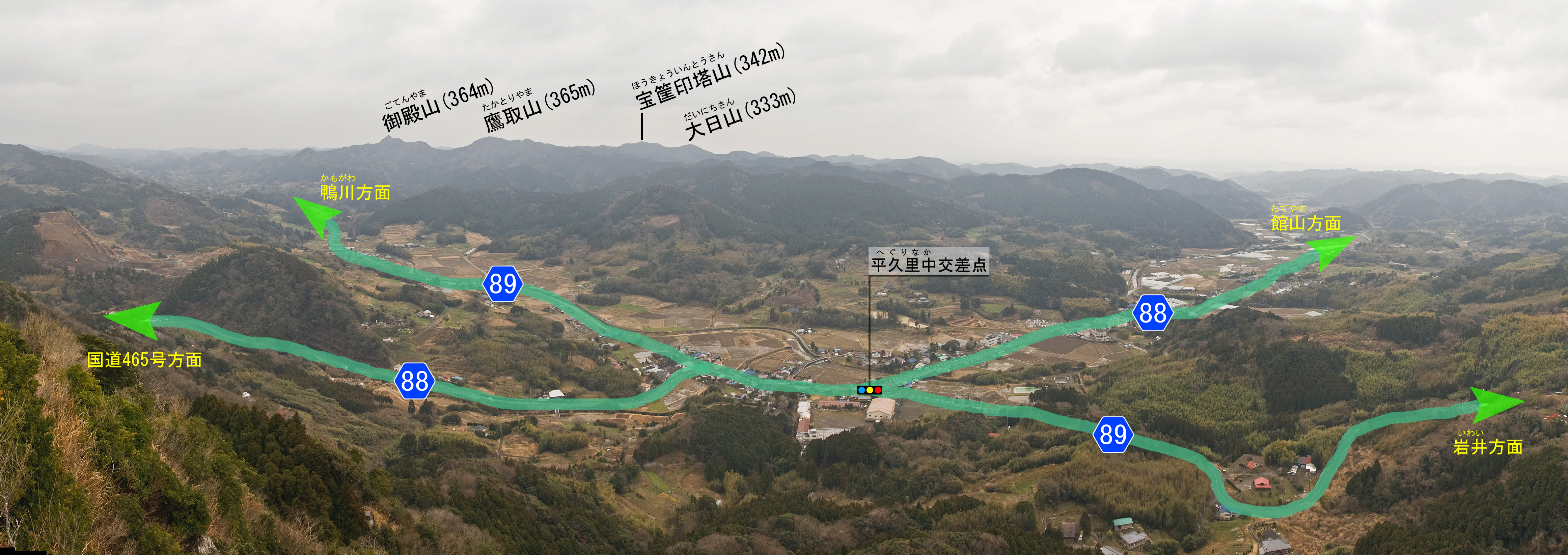
県道88号線と県道89号線の重複区間 （伊予ヶ岳山頂より撮影 2010年2月）

| 交差する道路                   | 交差する道路                   | 交差する場所 | 交差する場所           |
| ------------------------------ | ------------------------------ | ------------ | ---------------------- |
| 国道465号                      | 国道465号                      | 富津市       |                        |
| -（重複）                      | 県道34号鴨川保田線〈長狭街道〉 | 鴨川市       | 金束                   |
| 県道34号鴨川保田線〈長狭街道〉 | -（重複）                      | 鴨川市       | 平塚入口               |
| 県道184号外野勝山線            | -                              | 南房総市     | -                      |
| -（重複）                      | 県道89号鴨川富山線             | 南房総市     | -                      |
| 県道89号鴨川富山線             | -（重複）                      | 南房総市     | 平久里中               |
| 県道258号富山丸山線            | -                              | 南房総市     | 犬掛                   |
| 県道185号犬掛館山線            | -                              | 南房総市     | -                      |
| -                              | 県道258号富山丸山線            | 南房総市     | -                      |
| -                              | 〈安房グリーンライン〉         | 南房総市     | -                      |
| 県道296号和田丸山館山線        | 県道296号和田丸山館山線        | 南房総市     | 三芳支所前             |
| 国道128号〈外房黒潮ライン〉    | 国道128号〈外房黒潮ライン〉    | 館山市       | 安房地域医療センター前 |

### 周辺施設
- 高宕山自然動物園
- 戸面原ダム
- 富津市民の森
- 道の駅三芳村
- 南房総市三芳支所
- 安房地域医療センター